# میلاد سرلک
میلاد سرلک (زادهٔ ۶ فروردین ۱۳۷۴ در اصفهان) بازیکن فوتبال اهل ایران است که در پست هافبک دفاعی برای باشگاه فوتبال پرسپولیس در لیگ برتر خلیج فارس بازی می‌کند.

## دوران باشگاهی

### سپاهان
او از سال ۲۰۱۴ تا ۲۰۱۹ بازیکن سپاهان بود و در ۷۰ مسابقه برای این تیم، به میدان رفت و دو گل هم زد.

### نساجی
در سال ۲۰۱۹ میلاد سرلک با قراردادی یک ساله به تیم نساجی مازندران پیوست. او برای نساجی مازندران ۱۲ بازی انجام داد.

### شهر خودرو
در نقل و انتقالات زمستانی سال ۱۳۹۸ سرلک با قراردادی به تیم شهرخودرو پیوست. او برای شهر خودرو در مجموع ۱۳ بار به میدان رفت.

### پرسپولیس

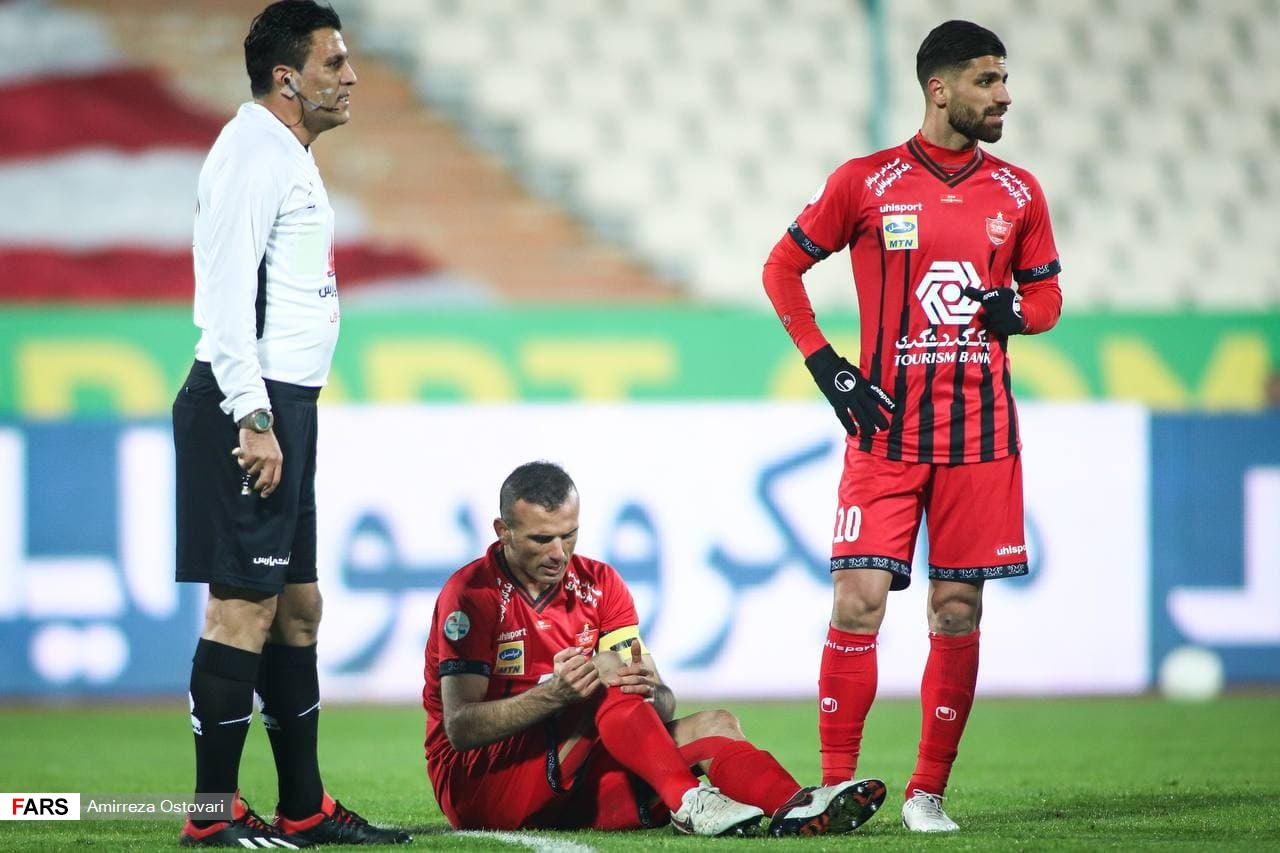
سرلک با پرسپولیس در ژانویهٔ ۲۰۲۱‏

در ۱۵ شهریور ۱۳۹۹، میلاد سرلک با قراردادی دو ساله به تیم پرسپولیس پیوست.
نخستین بازی او برای پرسپولیس، در ۲۵ شهریور ۱۳۹۹ در مرحله گروهی لیگ قهرمانان آسیا ۲۰۲۰ در ورزشگاه بنیاد قطر در مسابقه‌ای برابر التعاون بود که با پیروزی ۱ بر ۰ پرسپولیس، همراه شد.سرلک در بازی برابر النصر اخراج شد.
میلاد سرلک در نخستین فصل حضورش در پرسپولیس، شمارهٔ ۱۰ تیم را گرفت. نخستین گل او برای تیمش، در ۱۰ آذر ۱۳۹۹ در برابر شهر خودرو زده شد و در این بازی، برای نخستین‌بار در پرسپولیس، برترین بازیکن مسابقه نیز شد.

### ملوان
در بهمن سال ۱۴۰۲، سرلک برای گذراندن خدمت سربازی خود در نیم‌فصل ۰۳–۱۴۰۲ راهی تیم ملوان شد و پس از پایان این دوره دوباره برای شروع فصل جدید به پرسپولیس بازگشت.

## دوران ملی

### جوانان ایران
او ۸ بار برای تیم ملی فوتبال جوانان ایران به میدان رفته‌است و در مسابقات فوتبال زیر ۱۹ سال آسیا این تیم را همراهی می‌کرد.

### امید ایران
میلاد سرلک در سال ۲۰۱۷ عضو تیم ملی فوتبال امید ایران بود و ۲ بازی رسمی برای این تیم انجام داد.

### ایران
در ۱۸ خرداد ۱۴۰۰ سرلک به جای کمال کامیابی‌نیا پس از آسیب‌دیدگی‌اش به تیم ملی در زمان دراگان اسکوچیچ دعوت شد و به دلیل عملکرد مورد قبول از طرف کارلوس کیروش نیز به تیم ملی دعوت شد. وی جام جهانی را به عدم دعوت از دست داد.

## آمار

### باشگاهی
تا تاریخ ۲۵ اردیبهشت ۱۴۰۴
| فصل            | باشگاه         | دسته           | لیگ برتر | لیگ برتر | جام حذفی | جام حذفی | آسیا | آسیا | سوپر جام | سوپر جام | مجموع | مجموع |
| فصل            | باشگاه         | دسته           | بازی     | گل       | بازی     | گل       | بازی | گل   | بازی     | گل       | بازی  | گل    |
| -------------- | -------------- | -------------- | -------- | -------- | -------- | -------- | ---- | ---- | -------- | -------- | ----- | ----- |
| ۹۴–۱۳۹۳        | سپاهان         | لیگ برتر       | ۶        | ۰        | ۰        | ۰        | –    | –    | –        | –        | ۶     | ۰     |
| ۹۵–۱۳۹۴        | سپاهان         | لیگ برتر       | ۱۰       | ۰        | ۰        | ۰        | –    | –    | –        | –        | ۱۰    | ۰     |
| ۹۶–۱۳۹۵        | سپاهان         | لیگ برتر       | ۲۸       | ۱        | ۴        | ۰        | ۴    | ۰    | –        | –        | ۳۶    | ۱     |
| ۹۷–۱۳۹۶        | سپاهان         | لیگ برتر       | ۲۵       | ۱        | ۱        | ۰        | –    | –    | –        | –        | ۲۶    | ۱     |
| ۹۸–۱۳۹۷        | سپاهان         | لیگ برتر       | ۴        | ۰        | ۲        | ۰        | –    | –    | –        | –        | ۶     | ۰     |
| مجموع سپاهان   | مجموع سپاهان   | مجموع سپاهان   | ۷۳       | ۲        | ۷        | ۰        | ۴    | ۰    | –        | –        | ۸۴    | ۲     |
| ۹۹–۱۳۹۸        | نساجی          | لیگ برتر       | ۱۲       | ۰        | ۱        | ۰        | –    | –    | –        | –        | ۱۳    | ۰     |
| مجموع نساجی    | مجموع نساجی    | مجموع نساجی    | ۱۲       | ۰        | ۱        | ۰        | –    | –    | –        | –        | ۱۳    | ۰     |
| ۹۹–۱۳۹۸        | پدیده          | لیگ برتر       | ۱۳       | ۰        | ۰        | ۰        | ۴    | ۰    | –        | –        | ۱۷    | ۰     |
| مجموع پدیده    | مجموع پدیده    | مجموع پدیده    | ۱۳       | ۰        | ۰        | ۰        | ۴    | ۰    | –        | –        | ۱۷    | ۰     |
| ۱۴۰۰–۱۳۹۹      | پرسپولیس       | لیگ برتر       | ۲۹       | ۲        | ۳        | ۰        | ۱۳   | ۰    | ۱        | ۰        | ۴۶    | ۲     |
| ۰۱–۱۴۰۰        | پرسپولیس       | لیگ برتر       | ۲۷       | ۱        | ۳        | ۰        | ۲    | ۰    | ۰        | ۰        | ۳۲    | ۱     |
| ۰۲–۱۴۰۱        | پرسپولیس       | لیگ برتر       | ۲۶       | ۲        | ۵        | ۰        | –    | –    | –        | –        | ۳۱    | ۲     |
| ۰۳–۱۴۰۲        | پرسپولیس       | لیگ برتر       | ۱۲       | ۰        | ۰        | ۰        | ۴    | ۰    | –        | –        | ۱۶    | ۰     |
| ۰۴–۱۴۰۳        | پرسپولیس       | لیگ برتر       | ۱۵       | ۱        | ۰        | ۰        | ۲    | ۰    | ۱        | ۰        | ۱۸    | ۱     |
| مجموع پرسپولیس | مجموع پرسپولیس | مجموع پرسپولیس | ۱۰۹      | ۶        | ۱۱       | ۰        | ۲۱   | ۰    | ۲        | ۰        | ۱۴۳   | ۶     |
| ۰۳–۱۴۰۲        | ملوان (قرضی)   | لیگ برتر       | ۶        | ۰        | ۲        | ۰        | –    | –    | –        | –        | ۸     | ۰     |
| مجموع آمار     | مجموع آمار     | مجموع آمار     | ۲۱۳      | ۸        | ۲۱       | ۰        | ۲۹   | ۰    | ۲        | ۰        | ۲۶۵   | ۸     |

### بازی‌های ملی
تا تاریخ ۱۲ سپتامبر ۲۰۲۳
| ایران | ایران | ایران |
| سال   | بازی  | گل    |
| ----- | ----- | ----- |
| ۲۰۲۱  | ۶     | ۰     |
| ۲۰۲۲  | ۵     | ۰     |
| ۲۰۲۳  | ۲     | ۰     |
| مجموع | ۱۳    | ۰     |

## افتخارات

### باشگاهی

#### باشگاه فوتبال سپاهان
- لیگ برتر خلیج فارس
- قهرمان (۱): ۹۴–۱۳۹۳
  - نایب قهرمان (۱): ۹۸–۱۳۹۷

#### پرسپولیس
- لیگ برتر خلیج فارس
  - قهرمان (۲): ۱۴۰۰–۱۳۹۹، ۰۲–۱۴۰۱
  - نایب قهرمان (۱): ۰۱–۱۴۰۰
- جام حذفی فوتبال ایران
  - قهرمان (۱): ۰۲–۱۴۰۱
- سوپر جام ایران
  - قهرمان (۲): ۱۳۹۹، ۱۴۰۲
  - نائب قهرمان (۱): ۱۴۰۰
- لیگ قهرمانان آسیا
  - نائب قهرمان (۱): ۲۰۲۰